# Neivamyrmex spoliator
Neivamyrmex spoliator es una especie de hormiga guerrera del género Neivamyrmex, subfamilia Dorylinae. 

## Distribución
Esta especie se encuentra en Costa Rica, Guatemala, Honduras, México, Nicaragua y Panamá.